# Kaijiangosaurus
Kaijiangosaurus („ještěr z oblasti Kchaj-ťiang/Kaijiang“), byl rod středně velkého teropodního dinosaura, žijícího přibližně před 168 až 163 miliony let (v období střední jury, věk bath až kelloway) na území dnešní Číny (provincie S’-čchuan). Formálně by popsán roku 1984 podle fosilií, objevených v sedimentech souvrství Ša-si-miao (angl. Shaximiao).

## Popis
Holotyp tohoto teropoda nese označení CCG 20020. Byl to po dvou chodící masožravec, dlouhý přibližně 6 metrů a vážící několik stovek kilogramů. Jednalo se tedy o teropoda střední velikosti. Není jisté, zda se ve skutečnosti nejedná o dospělého jedince rodu Gasosaurus. Zatím není známo mnoho fosilního materiálu tohoto teropoda, podle některých informací však byly objeveny i podstatně kompletnější exempláře, které dosud nebyly popsané. Rodové jméno znamená v překladu "ještěr od řeky Kchai", nebo "ještěr z oblasti Kchaj-ťiang".

## Zařazení
Při původním popisu byl kaijiangovenator označen za zástupce čeledi Megalosauridae. Později byl přeřazen do kladu Tetanurae, jako její primitivní zástupce. Mohlo se také jednat o příslušníka kladu Averostra. Vzhledem k fragmentátrní povaze fosilního materiálu se však může jednat o blíže nezařaditelného karnosaura.